# Недостатак, зачепљеност и сужење спољашњег канала ува
Недостатак, зачепљеност и сужење спољашњег канала ува (лат. Agenesia, atresia et strictura meatus acustici externi) једна је од урођених  анамалија спољашњег ува која се карактерише изостанком стварања канала. У овој аномалији спољашњи ушни канал је неразвијен и слепо се затвара. Аномалија може бити изолована или удружена са аномалијама ушне шкољке и средњег ува. Зачепљеност или сужење ушног канала може да се односи само на његов хрскавични део и тада се хируршким путем са успехом уклања а слух побољшава.

## Историјат
Недостатак и сужење спољашњег канала ува први пут је описао у западној медицини Paulus of Aegina у седмом веку нове ере, који је препоручио једноставан рез за отварање атрезије канала. 
Много година касније, лекари су користили специјалну сонду за одржавање канала проходним након засецања ткива у пределу атрезије. 
Прву операцију за корекцију атрезије спољашњег слушног канала  извео је 1882. године Кејселбах. На жалост, операција је изазвала код детета парализу живца лица.
Године 1914. године, изведена ја серија од осома операција. Од осам оперисаних пацијената, пет је имало субјективно побољшање слуха после операције.
Почетком 20. века, технике за корекцију атрезија спољашњег канала заснивала се на отварању антрум и адитуса ува и облагању шупљине режњем коже. У овим операцијама је атретичка коштана плоча остала нетакнута, али резултати нису увек били задовољавајући.
У последњих 50 година, захваљујући усавршеним радиолошким и аудиологшким методам дијагностике и побољшању хируршке технологије, као што су оперативни микроскопом за праћење нерава, постигнути су добри хируршки резултати, пре свега захваљујући правилном одабиру пацијената за хируршко лечење.
Будућност медицинских и хируршких интервенција код пацијената са аномалијама ува је све боља јер хирурзи у своја рад укључују нове приступе, као што су нпр. операције уз помоћ рачунара, са циљм да се повећа стопа успешности и умањи морбидитет.

## Ембриологија
Развој спољашњег ува почиње на почетку другог месеца феталног живота, када се у најпроксималнијем делу појављују прве шкржне бразде - мале крвжице (лат. coliculi auriculares), од којих се три налазе на мандибуларном, а три на хиодином луку. Оне расту неједнаком брзином, неке остају готово непромењене, као нпр. оне из којих се развијају трагус, антитрагус, и лобулус ушне шкољке, а друге расту у дебљину и ширину, стварајући наборе ушне шкољке. Спољашњи део меког ткива ушног ходник почиње да се формира од 26 до 28 недеља, из епителних ћелија из прве шкржне пукотине која постепено почиње да се канализује. Током шестог месеца развоја, средњи коштани део се ствара кондензацијом мезенхима у слепоочној кости. Током процеза канализације мастоидни део се одваја од доње вилице и расте позади и наниже. Нерв лица „путује” заједно са растом постероинфериорног дела мастоидне кости, што доводи до коначног развоја нерва који настаје у средњем уву и мастоидној кости, и потом напушта базу лобање инфериорно у односу на спољашњи ушни канал.
Због недовољног раста или неправилног и непотпуног срастања појединих поменутих квржица могу настати разни деформитети спољашњег ува, међу којима је и недостатак, зачепљеност и сужење спољашњег канала ува.

## Епидемиологија
Морбидитет и морталитет
Учесталост малформација ува нпр. према једној студији спроведеној у Њујорку од 1952—1962. године учесталост је била 1 случај на 5.800 порођаја. У једној години ове студије, учесталост недостатак, зачепљеност и сужење спољашњег канала ува била је 1 слућај на 8.000 порођаја.
Недостатак, зачепљеност и сужење спољашњег канала ува ретко се јавља код особа са нормалном ушном шкољком. Док је учесталост већа ако се ова анаомалија јавља истовремено са микротијом и износи 1 случај на 10.000-20.000 живорођених. 
Једнострани облик недостатак, зачепљености и сужење спољашњег канала већа је 3-6 пута већа у однсосу на билатералну атрезију. Аномалија је чешћа на десном него на левом уву. У породичној историји блести код најближих сродника недостатак, зачепљености и сужење спољашњег канала забележен је  у 14% пацијената.
Старосне разлике
Када се атрезија ушног канала јавља у окружењу нормалног ува, просечна старост пацијената у којој је дијагностикована је 2,5 година. Међутим, када се атрезија канала јавља са ненормалним развојем ува, просечна старост пацијената у којој је дијагностикована је 3,5 година.
Полне разлике
Недостатак, зачепљеност и сужење спољашњег канала ува јавља се чешће код мушкараца него код жена.

## Етиопатогенеза
Недостатак, зачепљеност и сужење спољашњег канала ува је највероватније доминантно наследна болест људског ува која је често праћена и поремећајима развоја спољашњег ушног канала. Ове аномалије могу да прате поремећаји слуха било да се ради о проводном губитку слуха због атрезихе слушног канала, или се у 11-47% ради о пацијенатима са губитку слуха у погођеном уву.
Тачан узрок настанка ових аномалија, није познат. У литератури се наводе поред наследних поремећаја, и:
- инфекција током трудноће,
- интраутерине трауме,
- мала порошајна тежина,
- тровања током трудноће,
- васкулрани инциденти у феталном развоју,
- лоше презентација плода током трудноће,
- удружене аномалије ува, главе и других органа.

Недостатак, зачепљеност и сужење спољашњег канала ува, може бити удружен са микротијом (такође једном од анаомалија спољашњег ува), или са другим генетским дефектима који се често доводе у везу са неколико краниофацијалних аномалија.

## Клиничка слика
Деца са једностраним недостатком, зачепљеношћу и сужењем спољашњег канала ува обично имају нормалан говор и развој језика. Слух и учење може бити ометен у бучним срединама, као што су групне дискусије или велика предавања и локализације звука у игри када је дете напољу.
Клиничка слика болести је ретка код одрасле особа, и обично се карактерише губитка слуха, и атрезијом ушног канала на физичком прегледу ува.
Код појединих пацијената у клиничкој слици могу бити присутни симптоми вртоглавице, бола, грознице и дренажа секрета из ува, што може да укаже на холестеатом или инфекцију ушног канала.